# EX-382
La EX-382 es una carretera de titularidad de la Junta de Extremadura. Su categoría es local. La denominación oficial es EX-382, de N-630 a Montánchez.

## Historia de la carretera
Es la antigua CC-801, transferida por el Estado en 1984, que fue renombrada en el cambio del catálogo de Carreteras de la Junta de Extremadura en el año 1997.

## Inicio
Tiene su origen en la glorieta de intersección con la N-630, en el Cruce de las Herrerías.

## Final
El final está en la intersección con la EX-381, en el inicio de la subida según esta carretera a Montánchez.

## Trazado, localidades y carreteras enlazadas
La longitud real de la carretera es de 12.180 m, de los que la totalidad discurren en la provincia de Cáceres.
Su desarrollo es el siguiente:
| P. K.       | HITO                                               |
| ----------- | -------------------------------------------------- |
| 0+000       | Inicio: N-630 . Glorieta en Cruce de las Herrerías |
| 2+720 4+010 | Travesía de Alcuéscar                              |
| 8+300       | Intersección CC-117 . (Arroyomolinos)              |
| 9+730       | Intersección camino a Arroyomolinos                |
| 9+830       | Intersección camino a Albalá                       |
| 17+370      | Final: EX-381 Glorieta                             |

## Otros datos de interés
(IMD, estructuras singulares, tramos desdoblados, etc.).
Los datos sobre Intensidades Medias Diarias en el año 2006 son los siguientes:
| P. K.             | IMD   | Ligeros | Pesados | % Pesados |
| ----------------- | ----- | ------- | ------- | --------- |
| 5+900 (Alcuéscar) | 1.622 | 1.551   | 71      | 4,4       |

## Evolución futura de la carretera
La carretera se encuentra acondicionada dentro de las actuaciones previstas en el Plan Regional de Carreteras de Extremadura.